# Vence (fiume)
La Vence è un fiume francese che scorre nel dipartimento delle Ardenne nella regione del Grande Est e che sfocia nella Mosa.

## Geografia
La sorgente si trova al confine tra i comuni di Dommery e Launois-sur-Vence, presso la località detta Fort Mahon. Nel suo tratto iniziale viene anche detto ruisseau du Pont de la Glaye du Chat. Ancora delle dimensioni di un ruscello, bagna Launois e scorre in un’ampia valle verso est, ricevendo piccoli corsi d’acqua. Da Poix-Terron prosegue verso nord-est e riceve il suo maggiore affluente, vale a dire il ravin de Terron o ruisseau de la Planchette lungo 5,3 km. Dopo Yvernaumont e La Francheville, confluisce nella Mosa a Charleville-Mézières, più precisamente nel quartiere di Mohon.